# Vandoise rostrée
Leuciscus burdigalensis
Espèce
Statut de conservation UICN

 LC  : Préoccupation mineure
La Vandoise rostrée (Leuciscus burdigalensis) est une espèce de poissons d'eau douce actinoptérygiens de la famille des Cyprinidae.

## Description
Cette vandoise peut mesurer 40 cm en longueur standard (SL).

## Répartition
Ce poisson d'eau douce est endémique de l'Europe de l'Ouest, à savoir la moitié Ouest de la France, de petites parties au niveau de la frontière espagnole et l'Andorre,. Il est présent dans les bassins de l'Adour, de la Bretagne, de la Charente, de la Garonne et de la Loire, pour le versant atlantique, et de l'Agly, de l'Aude, de l'Hérault et du Tech, pour le versant méditerranéen.

## La Vandoise rostrée et l'Homme
La Vandoise rostrée est considérée comme une « espèce de préoccupation mineure » (LC) par la liste rouge de l'UICN.
Elle est considérée comme une « espèce quasi menacée » (NT) par la liste rouge du Comité français de l'UICN dans sa version de 2019, où il était une « espèce à données insuffisantes » (DD) dans la version de 2009.

## Taxonomie

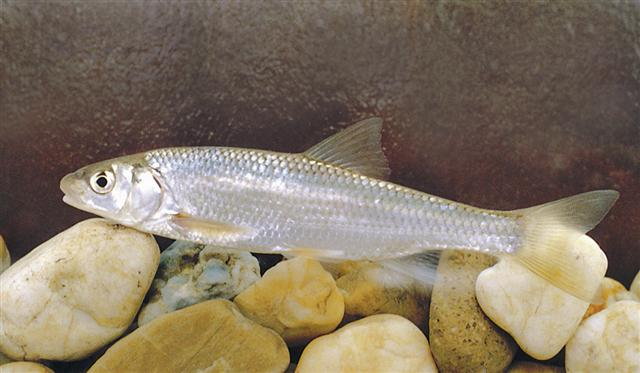
Vandoise commune, une espèce apparentée à la Vandoise rostrée.

L'espèce a été décrite en 1844 par le zoologiste français Achille Valenciennes.
Le nom vernaculaire attesté en français est « Vandoise rostrée »,.
Elle a été distinguée de la Vandoise commune (Leuciscus leuciscus), qui a une aire de répartition plus répandue et plus orientale en Europe.

### Étymologie
L'épithète spécifique composée de burdigal[a] et du suffixe latin -ensis, « qui vit dans, qui habite », lui a été donnée en référence à sa localité type, Burdigala, nom antique de la ville de Bordeaux.

### Publication originale
- Georges Cuvier et Achille Valenciennes, Histoire naturelle des poissons. Tome dix-septième, Paris, P. Bertrand, 1844, 370 p. (lire en ligne) (protologue).